# Euphorbia cordifolia
Euphorbia cordifolia là một loài thực vật có hoa trong họ Đại kích. Loài này được Elliott mô tả khoa học đầu tiên năm 1824.